# ماهیگیری با سیانید
ماهیگیری با سیانید، روشی خاص برای شکار ماهیان زنده، به‌ویژه جهت استفاده در آکواریومهاست که در آن از محلولی حاوی سدیم سیانیدبرای بی‌حرکت کردن ماهیان در زیستگاهشان استفاده می‌شود. در این شیوه، سیانید به درون محیط دریایی اسپری می‌شود تا ماهی‌ها موقتاً ناتوان شوند و به‌راحتی صید گردند. این روش نه تنها جمعیت هدف را تحت تأثیر قرار می‌دهد، بلکه اثرات منفی و مخرب فراوانی بر زندگی دریایی، از جمله مرجان‌ها و صخره‌های مرجانی دارد. این نوع صیادی یکی از روش‌های ناپایدار و زیان‌بار در بهره‌برداری از منابع دریایی به‌شمار می‌رود و در بسیاری از کشورها ممنوع اعلام شده است.

## تاریخچه و جغرافیا
صیادی با سیانید عمدتاً در مناطق ماهیگیری آب دریا جنوب‌شرقی آسیا رواج دارد. از آنجا که این روش هرگز به‌صورت رسمی تأیید یا به‌شکل گسترده‌ای معرفی نشد، منشأ دقیق آن نیز مشخص نیست؛ اما گمان می‌رود که در دهه ۱۹۵۰ میلادی در کشور فیلیپین پدید آمده باشد. در ادامه قرن بیستم، این شیوه توسط برخی از صیادان در کشورهای اندونزی، تایلند، مالدیو، تایوان و برخی مناطق دیگر نیز به کار گرفته شد.
در ابتدا، صیادی با سیانید با هدف بی‌هوش کردن و زنده‌گیری ماهیان برای آکواریوم‌ها و مجموعه‌داران طراحی شد، اما به‌تدریج در صید ماهی برای مصرف انسانی نیز مورد استفاده قرار گرفت. اگرچه این روش در بسیاری از کشورهایی که در آن به‌کار می‌رود غیرقانونی اعلام شده، اجرای قوانین مربوطه اغلب با جدیت و نظارت کافی همراه نیست.
از جمله گونه‌های پرطرفدار که با استفاده از صیادی با سیانید شکار می‌شوند می‌توان به هامور ،زمردماهیان و قزل آلای مرجانی اشاره کرد.
موسسه منابع جهانی (WRI) در سال ۱۹۹۶ برآورد کرد که تقریباً ۲۰٪ از ماهیان زنده‌ای که در بازار فیلیپین معامله می‌شدند، با استفاده از روش صیادی با سیانید شکار شده بودند. اگر این آمار را بازتابی از وضعیت کلی جنوب‌شرقی آسیا در نظر بگیریم، مهندس محیط‌زیست دیوید زومباک (David Dzombak) تخمین می‌زند که سالانه ۱۲٬۰۰۰ تا ۱۴٬۰۰۰ تن کوچک (۱۰٬۷۱۰ تا ۱۲٬۵۰۰ تن بزرگ؛ ۱۰٬۸۹۰ تا ۱۲٬۷۰۰ تن متری) ماهی زندهٔ خوراکی با استفاده از این روش صید می‌شوند.

## روش
صیادان برای صید با سیانید، بدون استفاده از دستگاه‌های تنفس مصنوعی به دریا شیرجه می‌زنند؛ هرچند برخی از آن‌ها از دستگاهی بسیار خطرناک استفاده می‌کنند که معمولاً شامل شیلنگ‌های باغی است که به کمپرسورهای هوا (مانند آن‌هایی که برای چکش‌های بادی به‌کار می‌روند) متصل شده‌اند و از سطح، هوا را به غواص می‌رسانند. این ابزار، به دلیل عدم کنترل دقیق فشار و کیفیت هوا، خطرات جدی برای سلامت غواص دارد.
صیادان با رسیدن به آبسنگ مرجانی، سم سیانید را بین لایه‌های مرجان اسپری می‌کنند. سپس ماهیان نیمه‌بی‌هوش شده را جمع‌آوری می‌کنند. ماهیان خوراکی—که بخشی از آن‌ها برای مصرف عمومی فروخته می‌شوند—ابتدا به مدت ده تا چهارده روز در آب شیرین نگهداری می‌شوند تا اصطلاحاً «شست‌وشو» داده شوند و بخشی از سموم دفع گردد.
مطالعات اخیر نشان داده‌اند که ترکیب استفاده از سیانید و فشارهای ناشی از دستکاری پس از صید، موجب مرگ‌ومیر تا سقف ۷۵٪ از موجودات زنده در کمتر از ۴۸ ساعت پس از صید می‌شود. به‌دلیل این میزان بالای تلفات، صیادان ناچارند تعداد بسیار بیشتری ماهی را صید کنند تا بتوانند خسارت ناشی از مرگ پس از صید را جبران نمایند.

## مکانیسم
در آب دریا، سیانید سدیم به یون‌های سدیم و سیانید تجزیه می‌شود. در بدن انسان، سیانیدها پروتئین هموگلوبینِ ناقل اکسیژن را مسدود می‌کنند؛ هموگلوبین در ماهی‌ها شباهت زیادی به هموگلوبین انسانی دارد و حتی با سرعت بیشتری با اکسیژن ترکیب می‌شود. با پیوند برگشت‌ناپذیر یون‌های سیانید به ناحیه فعال ساختار هموگلوبین، اکسیژن قادر به رسیدن به سلول‌ها نمی‌گردد و تأثیری مشابه با مسمومیت با مونوکسید کربن ایجاد می‌شود.
پلیپ‌های مرجانی، ماهیان جوان و تخم‌ها آسیب‌پذیرترین گروه‌ها هستند؛ ماهیان بالغ می‌توانند تا حدودی دوزهای بالاتری را تحمل کنند. استفاده از سیانید در شرایط آزمایشگاهی، موجب مرگ مرجان‌ها در دوزهای مشخص شده است، با این حال، تعمیم این داده‌ها به جمعیت‌های طبیعی بسیار دشوار است.
در انسان، بلع یا استنشاق سیانید باعث بیهوشی در عرض یک دقیقه می‌شود و به دنبال آن خفگی رخ می‌دهد. دوزهای پایین‌تر می‌توانند منجر به ناتوانی موقت یا دائمی و/یا اختلالات حسی شوند. این خطر همواره صیادان را تهدید می‌کند؛ گزارش‌های محلی متعددی از چنین حوادث شغلی وجود دارد، اما این حوادث معمولاً در آمارها یا گزارش‌های رسمی ثبت نمی‌شوند.

## تخریب زیستگاه
بسیاری از مناطق ماهیگیری و غواصی در سراسر جنوب‌شرقی آسیا که پیش‌تر نیز به‌واسطه ماهیگیری انفجاری به‌شدت آسیب دیده بودند، به‌واسطهٔ صیادی با سیانید به‌کلی نابود شده یا از بین رفته‌اند.
غلظت سیانید، فرایند فتوسنتز را در زئوگزانتلاها ــ جلبک‌های همزیستی که درون بافت مرجان‌ها زندگی می‌کنند ــ کاهش می‌دهد؛ این اختلال باعث از بین رفتن رنگ مرجان‌ها (پدیده سفیدشدگی) می‌شود و همچنین یکی از منابع اصلی تغذیه آن‌ها را نابود می‌کند.حتی در دوزهای بسیار پایین نیز، سیانید موجب افزایش نرخ مرگ‌ومیر در مرجان‌ها می‌شود.